# ويليس ريتشاردسون
ويليس ريتشاردسون (بالإنجليزية: Willis Richardson) هو كاتب أمريكي، ولد في 5 نوفمبر 1889، وتوفي في 7 نوفمبر 1977.

## وصلات خارجية
- ويليس ريتشاردسون على موقع الموسوعة البريطانية (الإنجليزية)
- ويليس ريتشاردسون على موقع قاعدة بيانات برودواي على الإنترنت (الإنجليزية)